# قرار مجلس الأمن التابع للأمم المتحدة رقم 505
في قرار مجلس الأمن التابع للأمم المتحدة 505، الذي اتخذ بالإجماع في 26 مايو 1982، وبعد أن أعاد تأكيد القرار 502 (1982)، ولاحظ أن الحالة في جزر فوكلاند قد تدهورت بشكل خطير، أعرب المجلس عن تقديره للجهود التي يبذلها الأمين العام خافيير بيريز دي كوييار من أجل التوصل إلى حل سلمي للنزاع.
ودعا القرار كلا من الأرجنتين والمملكة المتحدة إلى التعاون مع الأمين العام من أجل التوصل إلى وقف لإطلاق النار، والقيام، إذا اقتضى الأمر، بتنظيم إيفاد مراقبين من الأمم المتحدة إلى المنطقة لرصد تنفيذ وقف إطلاق النار. واختتم المجلس بطلبه إلى الأمين العام أن يقدم تقريرا عن التطورات في موعد لا يتجاوز سبعة أيام من تاريخ تنفيذ القرار.
وقبل عدة أيام من اعتماد هذا القرار، عرضت بيرو اقتراحا للسلام رفضته الأرجنتين. و مع أن ها لم تُدرج في المشروع النهائي، فإن الأرجنتين ترغب في أن يتضمن القرار 505 إشارة إلى إدارة مؤقتة محتملة في الجزر، وهي فكرة طُرحت في المفاوضات. وقد رفضت بريطانيا والولايات المتحدة مشروع قرار آخر من جانب بنما وإسبانيا.

## وصلات خارجية
- نص القرار في undocs.org